# Eleven to Fly
Eleven to Fly é o segundo álbum do grupo Tin Tin Out. O álbum inclui singles como "Here Where the Story Ends" com Shelly Nelson, chegando ao número 7 na UK Singles Chart no início de 1998, e "What I Am" apresentando Emma Bunton das Spice Girls, que chegou ao número dois no [UK Singles Chart] em 1999.

## Faixas
1. "Anywhere"
2. "Eleven to Fly" (feat. Wendy Page)
3. "Here's Where the Story End"  (feat. Shelley Nelson)
4. "Language of Fingers"
5. "Anybody's Guess" (feat. Wendy Page)
6. "Tell Me Your Reasons"
7. "Numb"
8. "Weird (Save Yourself)"
9. "What I Am" (feat. Emma Bunton)
10. "All I Need"
11. "Sometimes"  (feat. Shelley Nelson)